# Yehuda Meshi Zahav

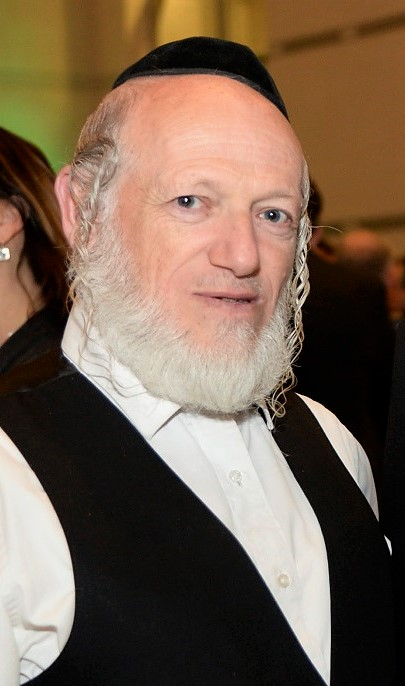
Yehuda Meshi Zahav (2017)

Yehuda Meshi Zahav (geboren am 19. Juli 1959 in Jerusalem; gestorben am 29. Juni 2022 ebenda) war der vielfach ausgezeichnete Gründer und Vorsitzende von ZAKA, der einzigen nicht-staatlichen Organisation Israels zur Suche und Rettung von Menschen, besonders bekannt durch ihre Aktivitäten unmittelbar nach terroristischen Anschlägen in Israel, wenn jedes noch so kleine Körperteil eingesammelt wird, um die sterblichen Überreste einer jüdisch religiösen Bestattung zuführen zu können.

## Leben
Avraham Zvi Meshi Zahav wurde am 19. Juli 1959 als Sohn des Schriftstellers Menachem Saamson Mendel und Sara Zissel geboren. Seine Mutter war Tochter des Rabbi Yosef Scheinberger, dem Sekretär des Rabbinatsgerichts Edah HaChareidis. Er wuchs im Jerusalemer Stadtteil Mea Shearim auf. Zahav studierte den Talmud Torah „Etz Chaim“ und die Jeschiwas „Tiferet Yisrael“, „Ohel Yaakov“ und „Torah Ore“.
Meshi Zahav lebte in der Siedlung Givat Ze'ev mit seiner Familie. Zwischen Ende 2020 und Anfang 2021 verlor Meshi Zahav seinen Bruder, der an einer schweren Krankheit starb, seinen Vater und seine Mutter, die an Covid-19 starb.
Schon Anfang der 2010er-Jahre wurde bei der israelischen Polizei eine Anzeige wegen sexuellen Missbrauchs gegen Yehuda Meshi Zahav gestellt, die ihre Ermittlungen jedoch bald einstellte. Nachdem bekannt wurde, dass Zahav 2021 den Israel-Preis gewonnen hatte, veröffentlichte eine Zeitung Anschuldigungen, er habe seinen Status und seine Macht seit den 1980er-Jahren missbräuchlich eingesetzt, um Frauen und Minderjährige zu missbrauchen. Im April 2021 versuchte Meshi Zahav nach Vergewaltigungsvorwürfen an Männern, Frauen und Kindern sich zu erhängen, befand sich danach über ein Jahr im Koma und starb schließlich im Juni 2022 im Alter von 62 Jahren.
Yehuda Meshi Zahav war verheiratet und Vater von sieben Kindern.

## Ehrungen
U. a. erhielt er im Jahr 2021 den Israel-Preis für seine Lebensleistung zugesprochen. ZAKA deckt zwar primär den streng orthodoxen Sektor des Volkes ab, ist aber weit darüber hinaus auf allen Kontinenten der Erde aktiv. Besonders tragisch an der Preisverleihung war, dass kurz zuvor Meshi-Zahav seinen Bruder sowie Vater und Mutter innerhalb kurzer Zeit durch die Coronakrise verloren hatte. 